# آرگیشتی یکم
آرگیشتی یکم (به ارمنی: Արգիշտի); (به زبان اورارتویی: آرگیشتیشه،) ششمین پادشاه کشور باستانی اورارتو در خاور آناتولی بود.

## زندگی‌نامه
آرگیشتی یکم از سال - ۷۸۵ تا ۷۶۳ پیش از میلاد - فرمانروایی کرد و پایتختی که به نام اربونی بنیاد نهاد هم‌اکنون شهر ایروان، پایتخت کشور ارمنستان است. اما از مجموع اسناد بررسی شده چنین بر می‌آید که سال - ۷۷۴ (پیش از میلاد) - با سال ششم حکومت آرگیشتی مطابق است و بنابراین وی در سال - ۷۷۹ (پیش از میلاد) - به تخت سلطنت اورارتو جلوس کرد. شاید هم سال اول آرگیشتی طبق متن سال‌نامهٔ خورخور که محفوط مانده سال اول حکومت آرگیشتی نبوده و سال دوم باشد. بدین قرار دوران حکومت آرگیشتی یکم را باید از سال - ۷۸۰ تا ۷۵۸ (پیش از میلاد) - دانست و به همهٔ ارقام سال‌های حکومت این پادشاه که ذکر شد واحدی افزود.
آرگیشتی پسر منوآس بود و کار پدرش در کشورگشایی را ادامه داد. وی بر آشور چیرگی یافت و شمال سوریه را نیز تصرف کرد و اورارتو را تبدیل به نیرومندترین کشور در دوران پس از هیتی‌ها در خاور نزدیک کرد.
از سوی شمال، آرگیشتی پادشاهی خود را تا دریاچه سوان گسترش داد و بیشتر نواحی دیائهی و دره آرارات را متصرف شد.
آرگیشتی، دژ اربونی را در سال ۷۸۲ و دژ آرگیشتی‌خینیلی را در سال ۷۷۶ ساخت.

## جنگ آرگیشتی
از مصادمهٔ آرگیشتی یکم با آشوریان دو بار در ذیل سال پنجم سال‌نامه خورخور بمناسبت لشکرکشی به نامار و ذیل سال ششم بمناسبت لشکرکشی علیه قلعهٔ بوشتو در پارسوا، یاد شده‌است. در جدول‌های آشوری نام دهندگان، ذیل سال -۷۷۶ (پیش از میلاد) - از لشکرکشی آشوریان علیه اورارتو و ذیل سال - ۷۷۴ (پیش از میلاد) - علیه اورارتو و نامار یاد شده‌است. لشکرکشی آرگیشتی‌یکم در سال پنجم سلطنت ممکن است پاسخی بوده به تجاوز آشوریان در سال قبل از آن. نام‌جای آرسیتانی که در سال‌نامهٔ آرگیشتی ذیل وقایع آن ذکر شده در کوه‌های پارسوا می‌باشد. در این مورد اشاره‌ای به پادشاه آشور نشده و فقط مذکور است که:  «در نقاط مسکونی آشور مانند (؟) کشور خود جنگجویان را گرد آوردم ». ظاهراً سخن از تهاجم به نامار و شاید هم به ایالت آشوری زاموا در میان می‌باشد؛ و چون ابتکار ناشی از آرگیشتی بوده طبیعی است که فهرست نام دهندگان (اپونیم‌ها) در ذیل سال مزبور از لشکرکشی آشور یادی نمی‌کند در عوض این لشکرکشی آرگیشتی موجب شد که آشوریان در سال بعد - ۷۷۴ (پیش از میلاد) - به نامار لشکرکشند.

## جنگ‌های دیگر
شمشی-ایلو که سرکردگی لشکریان آشور را به عهده داشت خویشتن را غالب بر کوتیان و نامار می‌خواند و در کتیبهٔ خود از جنگ با آرگیشتی سخن می‌گوید. سال‌نامهٔ آرگیشتی نیز ظاهراً، خبری می‌دهد که پادشاه اورارتو: « آشور را از کشور خویش بیرون راند و تارو و مار ساخت ». گذشته از این در ذیل سال هشتم آرگیشتی، سال‌نامهٔ خورخور خبر می‌دهد که پادشاه اورارتو به هنگام لشکرکشی به سرزمین ماننا تا مرز آشور رسید و چون از مرز مزبور تجاوز نکرد در جدول نام دهندگان آشور اشاره‌ای به تصادم با اورارتو نشده‌است.